# DA-88
DA-88 är ett åttakanaligt digitalt ljudmedium. Ljudet lagras på band, och formatet lanserades av TEAC Corporations avdelning TASCAM 1993.

### Fotnoter
1. ↑  ”DA-88 Overview” (på engelska). TASCAM. 13 mars 1993. Arkiverad från originalet den 21 juni 2015. https://web.archive.org/web/20150621234330/http://tascam.com/product/da-88/overview/. Läst 21 juni 2015.